# Pilaar (Petit-Rechain)

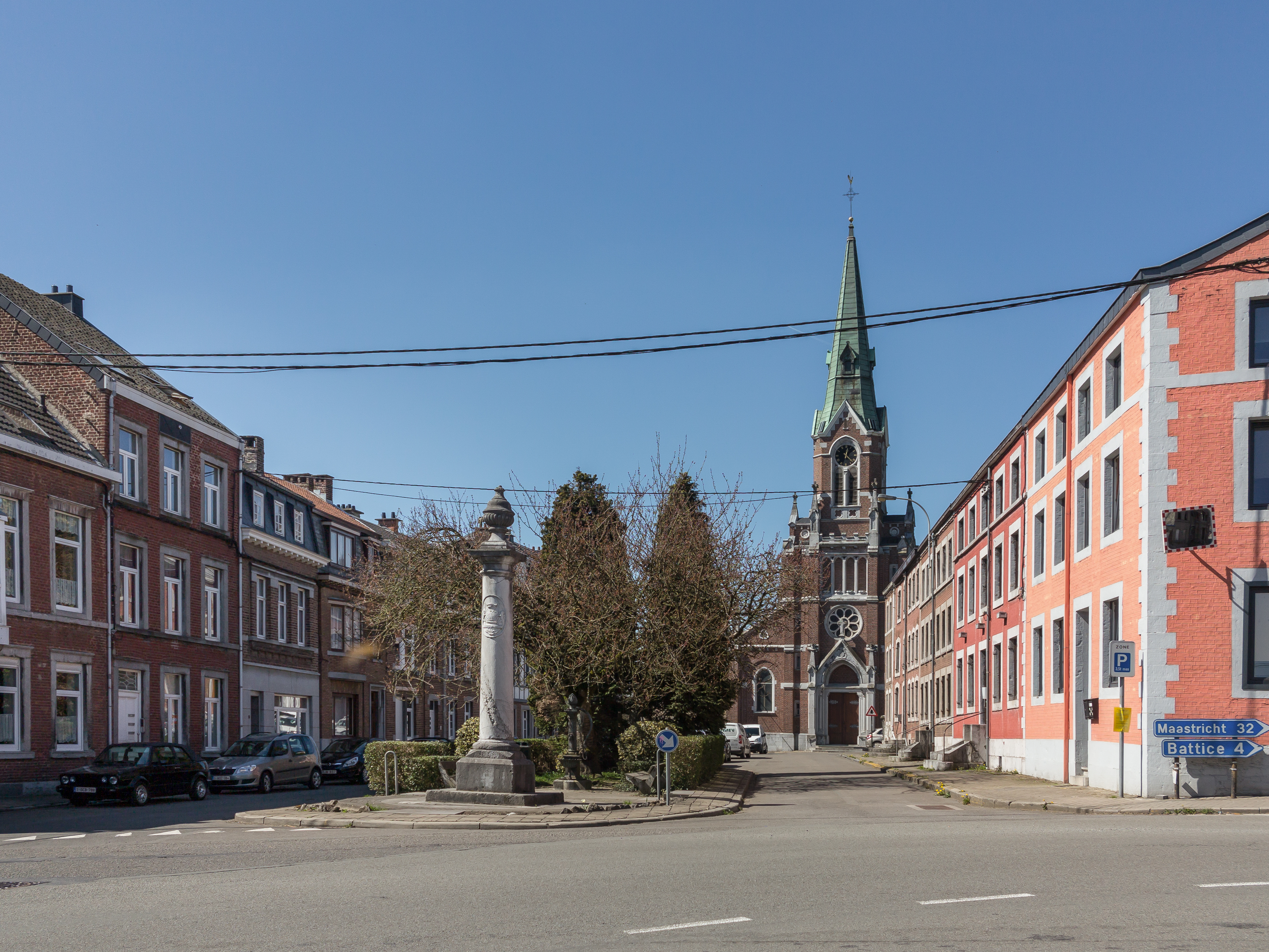
De pilaar met de Sint-Martinuskerk op de achtergrond

De pilaar is een monument, gelegen in de tot de gemeente Verviers behorende plaats Petit-Rechain, gelegen aan het Place Xhovémont.
De zes meter hoge zuil werd geschonken door baron Henri de Libotte, heer van Rechain, en zijn echtgenote. Dit geschiedde omstreeks 1750. Het wapenschild van De Libotte is op de pilaar aangebracht.